# Hámosfalva
Hámosfalva (1897-ig Rozlozsnya, szlovákul: Rozložná) község Szlovákiában, a Kassai kerület Rozsnyói járásában.

## Fekvése
Rozsnyótól 15 km-re, nyugatra fekszik.

## Története
A falut a 13. század közepén alapították. Magyar nevét a köztiszteletben állt Hámos családról kapta. Első említése „Rosusna" alakban 1258-ból származik, ekkor a pelsőci uradalomhoz tartozott. 1318-ban „Rososne" alakban említik. A 16. századig az Ákos nemzetség tulajdona volt. 1427-ben 16 portát számláltak a faluban a Bebek család tulajdonában. 1548-ban Bebek Ferenc gömöri ispán tulajdonában találjuk, később több nemes család birtokolta. A 16–17. században lakói pásztorkodással, fuvarozással, bányászattal foglalkoztak. 1787-ben 51 ház állt itt, lakói erdei munkával, szénégetéssel foglalkoztak. 1828-ban 44 házában 382 lakos élt.
A 19. század közepén Fényes Elek eképpen írja le: „Rozlozna, tót falu, Gömör vmegyében, Csetnekhez délre 1 órányira: 31 kath., 348 evang. lak., ev. anyaszentegyházzal. Határa mészköves szirtekből áll, mellyekben számos üveg találtatik. F. u. Gömöry nemzetség. Ut. p. Rosnyó."
Borovszky monográfiasorozatának Gömör-Kishont vármegyét tárgyaló része szerint: „Hámosfalva, s Rozslozsnya patak völgyében fekvő tót kisközség, 51 házzal és 361 ág. ev. h. vallású lakossal. 1258-ban e község már fennállott, mert ekkor már egy határjáró levélben szerepel Rusisna néven. Később Rozslozsnya, majd Rosztocsna lett a neve. Az újabb időben, Hámos László mostani főispán tiszteletére, Hámosfalvának nevezték el. Hajdan a csetneki uradalomhoz tartozott, de onnan kiszakítva, előbb a Gömöry, majd a Hámos és a Radvánszky családé lett. Hámos László főispánnak most is van itt nagyobb birtoka. Ág. h. ev. temploma 1801-ben épült. Postája és távírója Kuntaplócza, vasúti állomása pedig Pelsőcz."
1920-ig Gömör-Kishont vármegye Rozsnyói járásához tartozott.

## Népessége
| Év:            | 1994. | 2004.    | 2014.  | 2024.   |
| -------------- | ----- | -------- | ------ | ------- |
| Emberek száma: | 167   | 200      | 205    | 202     |
| Eltérés:       |       | +19,76 % | +2,5 % | -1,46 % |

| Év:            | 2023. | 2024.   |
| -------------- | ----- | ------- |
| Emberek száma: | 209   | 202     |
| Eltérés:       |       | -3,34 % |

1880-ban 305 lakosából 21 magyar, 271 szlovák és 4 egyéb anyanyelvű volt. Ebből 295 evangélikus, 5 izraelita, 3 római katolikus és 2 református vallású volt.
1890-ben 308 lakosából 305 magyar és 3 szlovák anyanyelvű volt.[forrás?] Ebből 281 evangélikus, 9 izraelita, 17 római katolikus és 1 református vallású volt.
1900-ban 361 lakosából 37 magyar, 5 német és 319 szlovák anyanyelvű volt. Ebből 331 evangélikus, 5 izraelita, 22 római katolikus és 3 református vallású volt.
1910-ben 328 lakosából 73 magyar, 1 német, 247 szlovák és 7 egyéb anyanyelvű volt. Ebből 303 evangélikus, 4 izraelita, 17 római katolikus, 3 református és 1 görög katolikus vallású volt.
1921-ben 306 lakosából 86 magyar és 220 csehszlovák volt. Ebből 302 evangélikus és 4 római katolikus vallású volt.
1930-ban 304 lakosából 9 magyar és 295 csehszlovák volt. Ebből 288 evangélikus és 8-8 római katolikus és református vallású volt.
1970-ben 255 lakosából 1-1 magyar, cseh és német és 252 szlovák volt.
1980-ban 214 lakosából 10 magyar, 2 cseh, 1 német, 200 szlovák és 1 ismeretlen nemzetiségű volt.
1991-ben 145 lakosából 6 magyar, 2 cseh, 26 cigány, 110 szlovák és 1 ismeretlen nemzetiségű volt. Ebből 59 nem vallásos, 40 evangélikus, 12 római katolikus és 34 egyéb vallású volt.
2001-ben 191 lakosából 2 magyar, 1-1 cigány és cseh és 187 szlovák volt. Ebből 106 nem vallásos, 12 ismeretlen, 52 evangélikus, 14 római katolikus és 7 jehovista vallású volt.
2011-ben 191 lakosából 1 magyar, 185 szlovák és 5 ismeretlen nemzetiségű volt. Ebből 89 nem vallásos, 32 ismeretlen, 38 evangélikus, 16 római katolikus, 9 jehovista, 3 metodista, 2 református, 1-1 ókeresztény és szcientológus vallású volt.

## Nevezetességei
- Evangélikus temploma 1768 és 1801 között épült klasszicista stílusban.

## Neves személyek
- Itt született 1848. július 24-én Július Botto szlovák történész.
- Itt született 1812. november 12-én Terray Károly líceumi tanár, filozófus.